# Logis du Puy-Blain
Le logis du Puy-Blain est un logis d’habitation des XVe et XVIe siècles situé à Terves (commune associée de Bressuire), en France.

## Localisation
Le logis est situé dans le département français des Deux-Sèvres, au nord de l'ancienne commune de Terves, le long de la route de Bressuire à Fontenay-le-Comte (D 938 ter) au bout de l'allée Pihoué.

## Historique
Cité dès la fin du XIVe siècle, cet ensemble architectural s'ordonne selon un plan rectangulaire autour d’une cour bordée d’un mur d’enceinte au sud et à l’est. Il se compose d'un ancien logis, d’une tour ronde du XVe siècle et d'un logis daté 1589 dans le vestibule.
L'édifice est inscrit au titre des monuments historiques en 2009. Bâtiment d'une ancienne exploitation agricole, il est actuellement en cours de restauration.